# Woldegker Kleinbahn
| Kursbuchstrecke: | 112u (Groß Daberkow – Brohm-Cosa 1934) |                                            |                                            |
| Streckenlänge: | 25,4 km                                |                                            |                                            |
| Spurweite: | 750 mm (Schmalspur)                    |                                            |                                            |
| |                                        |                                            |                                            |
| \| \| 0,0 \| Woldegk \| Woldegk \| \| \| \| Anschluss Zuckerfabrik \| \| \| \| \| von Neustrelitz (Beginn Dreischienengleis) \| \| \| \| 7,0 \| Groß Daberkow \| Groß Daberkow \| \| \| \| nach Strasburg (Ende Dreischienengleis) \| \| \| \| \| Strecke Malchin–Strasburg \| \| \| \| 9,0 \| Kreckow \| Kreckow \| \| \| 11,5 \| Klein Daberkow \| Klein Daberkow \| \| \| \| \| \| \| \| 14,6 0,0 \| Weiche Schönhausen \| Weiche Schönhausen \| \| \| 2,0 \| Gut Schönhausen \| Gut Schönhausen \| \| \| 17,5 \| Weiche Matzdorf \| Weiche Matzdorf \| \| \| 14,0 \| Badresch \| Badresch \| \| \| 16,0 \| Lindow \| Lindow \| \| \| \| \| \| \| \| 18,5 \| Golm \| Golm \| \| \| 20,5 \| Weiche Schönbeck \| Weiche Schönbeck \| \| \| \| 1926–1945 nach Brohm (MPSB) \| \| |                                        |                                            |                                            |
| Betriebs-/Güterbahnhof Streckenanfang (Strecke außer Betrieb) | 0,0                                    | Woldegk                                    | Woldegk                                    |
| Abzweig geradeaus und nach links (Strecke außer Betrieb) |                                        | Anschluss Zuckerfabrik                     | Anschluss Zuckerfabrik                     |
| Abzweig geradeaus und von rechts (Strecke außer Betrieb) |                                        | von Neustrelitz (Beginn Dreischienengleis) | von Neustrelitz (Beginn Dreischienengleis) |
| Bahnhof (Strecke außer Betrieb) | 7,0                                    | Groß Daberkow                              | Groß Daberkow                              |
| Abzweig geradeaus und nach rechts (Strecke außer Betrieb) |                                        | nach Strasburg (Ende Dreischienengleis)    | nach Strasburg (Ende Dreischienengleis)    |
| Kreuzung geradeaus unten (Strecke geradeaus außer Betrieb) |                                        | Strecke Malchin–Strasburg                  | Strecke Malchin–Strasburg                  |
| Dienststation / Betriebs- oder Güterbahnhof (Strecke außer Betrieb) | 9,0                                    | Kreckow                                    | Kreckow                                    |
| Dienststation / Betriebs- oder Güterbahnhof (Strecke außer Betrieb) | 11,5                                   | Klein Daberkow                             | Klein Daberkow                             |
| Abzweig geradeaus, nach links und von links (Strecke außer Betrieb) · Strecke von rechts (außer Betrieb) |                                        |                                            |                                            |
| Dienststation / Betriebs- oder Güterbahnhof (Strecke außer Betrieb) · Strecke (außer Betrieb) | 14,6 0,0                               | Weiche Schönhausen                         | Weiche Schönhausen                         |
| Betriebs-/Güterbahnhof Streckenanfang und quer (Strecke außer Betrieb) · Abzweig geradeaus und nach rechts (Strecke außer Betrieb) · Strecke (außer Betrieb) | 2,0                                    | Gut Schönhausen                            | Gut Schönhausen                            |
| Betriebs-/Güterbahnhof Streckenende (Strecke außer Betrieb) · Strecke (außer Betrieb) | 17,5                                   | Weiche Matzdorf                            | Weiche Matzdorf                            |
| Dienststation / Betriebs- oder Güterbahnhof (Strecke außer Betrieb) | 14,0                                   | Badresch                                   | Badresch                                   |
| Dienststation / Betriebs- oder Güterbahnhof (Strecke außer Betrieb) | 16,0                                   | Lindow                                     | Lindow                                     |
| Brücke über Wasserlauf (Strecke außer Betrieb) |                                        |                                            |                                            |
| Dienststation / Betriebs- oder Güterbahnhof (Strecke außer Betrieb) | 18,5                                   | Golm                                       | Golm                                       |
| Betriebs-/Güterbahnhof Streckenende (Strecke außer Betrieb) | 20,5                                   | Weiche Schönbeck                           | Weiche Schönbeck                           |
| |                                        | 1926–1945 nach Brohm (MPSB)                |                                            |

Die Woldegker Kleinbahn war eine nichtöffentliche 750-mm-spurige Schmalspurbahn. Sie diente ausschließlich dem Transport von landwirtschaftlichen Gütern, hauptsächlich Zuckerrüben zur Zuckerfabrik Woldegk. Die erste am 1. Oktober 1893 eröffnete Strecke führte vom Bahnhof Woldegk an der zeitgleich eröffneten Strecke Blankensee–Strasburg mithilfe eines Dreischienengleises bis nach Groß Daberkow und von dort weiter über Klein Daberkow nach Schönbeck bzw. Matzdorf. Eine Zweigstrecke von Schönhausen zum Gut Schönhausen wurde erst 1905 gebaut, damit war das ca. 25 km lange Streckennetz vollständig. Am 26. September 1917 wurde die Schmalspurbahn wegen des Konkurses der Zuckerfabrik Woldegk wieder stillgelegt.
Ab 1926 verlief auf der Trasse Schönbeck–Groß Daberkow eine Stichstrecke der Mecklenburg-Pommerschen Schmalspurbahn. 1945 wurde diese Strecke ebenso wie die Strecke Neustrelitz–Strasburg als Reparationsleistung abgebaut und in die UdSSR transportiert.

## Fahrzeuge
| Bahnnummer | Achsfolge | Hersteller, Fabriknr.                                    | Baujahr | Bemerkung                                                      |
| ---------- | --------- | -------------------------------------------------------- | ------- | -------------------------------------------------------------- |
| 10         | B n2t     | Orenstein & Koppel Nr. 12                                | 1893    |                                                                |
| 11         | C n2t     | Mecklenburgische Waggonfabrik-Aktiengesellschaft Nr. 101 | 1893    | 1917 über einen Lokomotivhändler zur Heeresverwaltung Ostfront |
| 12         | C n2t     | Mecklenburgische Waggonfabrik-Aktiengesellschaft Nr. 102 | 1893    | 1917 über einen Lokomotivhändler zur Heeresverwaltung Ostfront |
|            | C1’ n2t   | Krauss Nr. 2860                                          | 1893    | 1917 über einen Lokomotivhändler zur Heeresverwaltung Ostfront |